# Florida (Massachusetts)
Florida is een plaats (town) in het noordwesten van Massachusetts, één de staten van de Verenigde Staten van Amerika. Er wonen 676 mensen (cijfers 2000), verspreid over de 63,6 km² grote plaats.
De plaatst is gesitueerd in de Hoosa bergen, om precies te zijn in de Berkshires. De plaats ontstond als een kleine nederzetting dat vooral leefde van de landbouw en was gesticht door Dr. Daniel Nelson in de 19e eeuw. Er stonden in en nabij de plaats ook houtmolens. Door de wat hoge ligging van de plaats is de landbouw algemeen genomen beperkt tot bepaalde producten zoals wol, aardappelen en knolraap. De knolraap is een van de belangrijkste en bekendste producten van de plaats, bekend onder de naam Florida Mountain Turnip. Zelfs zo dat er een heel festival jaarlijks voor bestaat.